# Crocidura smithii
Crocidura smithii är en däggdjursart som beskrevs av Thomas 1895. Crocidura smithii ingår i släktet Crocidura och familjen näbbmöss. IUCN kategoriserar arten globalt som livskraftig.
Artepitetet i det vetenskapliga namnet hedrar forskaren och jägaren Arthur Donaldson-Smith.
Denna näbbmus har två från varandra skilda populationer, en i Senegal och en i Etiopien. Arten lever i torra savanner.

## Underarter
Arten delas in i följande underarter:
- C. s. debalsaci, Senegal
- C. s. smithii, Etiopien